# Billy Elliot: el musical
Billy Elliot: el musical (originalment en anglès, Billy Elliot the Musical Live) és una versió filmada britànica del 2014 del musical d'Elton John Billy Elliot (2005), que al seu torn es basava en la pel·lícula Billy Elliot del 2000. Stephen Daldry va dirigir tant la pel·lícula original com l'adaptació musical del 2014. S'ha subtitulat al català per TV3.
Gravada el 28 de setembre de 2014 al Victoria Palace Theatre del West End de Londres, Billy Elliot es va projectar en directe als cinemes de diversos països europeus, seguit de més projeccions a tot el món. Les projeccions als Estats Units van tenir lloc els dies 12, 15 i 18 de novembre del mateix any.
La producció filmada és protagonitzada per Elliott Hanna com a Billy i Ruthie Henshall com la Sra. Wilkinson, a més de Deka Walmsley, Ann Emery i Chris Grahamson com el pare, l'àvia i el germà gran de Billy, respectivament.